# Mashan Zhen (köping i Kina)
Mashan Zhen (kinesiska: 马山镇, 马山) är en köping i Kina. Den ligger i provinsen Hubei, i den centrala delen av landet, omkring 220 kilometer väster om provinshuvudstaden Wuhan. Antalet invånare är 24265. Befolkningen består av 11 958 kvinnor och 12 307 män. Barn under 15 år utgör 10,0 %, vuxna 15-64 år 78 %, och äldre över 65 år 11,0 %.
Genomsnittlig årsnederbörd är 1 247 millimeter. Den regnigaste månaden är maj, med i genomsnitt 183 mm nederbörd, och den torraste är december, med 19 mm nederbörd.